# Malinówka (powiat łęczyński)
Malinówka – wieś w Polsce  w województwie lubelskim, w powiecie łęczyńskim, w gminie Cyców. Leży na pojezierzu łęczyńsko-włodawskim,
W latach 1975–1998 miejscowość należała administracyjnie do województwa chełmskiego.
Wieś stanowi sołectwo Cyców. Według Narodowego Spisu Powszechnego z roku 2011 wieś liczyła 313 mieszkańców.

## Historia
Wieś została założona w wieku XIX przez kolonistów pochodzenia niemieckiego. Pobudowali oni we wsi kościół(kircha) i budynek szkoły. Kircha spaliła się w latach 50. We wsi był też cmentarz, pozostało po nim kilkadziesiąt nagrobków. Niemieccy osadnicy zamieszkiwali miejscowość do II wojny światowej, kiedy to przesiedlono ich na teren Wielkopolski. Na miejsce Niemców przesiedlono osadników z poznańskiego. Po zakończeniu działań wojennych większość "poznaniaków" wróciła do rodzinnych miejscowości. Na terenie wsi zamieszkali w opuszczonych gospodarstwach rolnicy z okolicznych wsi. W latach 50. we wsi istniała przez kilka lat spółdzielnia produkcyjna. W 1965 roku wybudowano nowy budynek szkoły, a w latach 70. Dom Strażaka i Kościół. Polna droga prowadząca przez wieś została utwardzona.

## Edukacja
Szkoła Podstawowa w Malinówce